# 有田鉄道
有田鉄道株式会社（ありだてつどう）は、和歌山県有田郡有田川町に本社を置くバス事業者である。略称は有鉄（ありてつ）。かつては鉄道事業を行っており、鉄道路線として有田鉄道線があったが、2003年1月1日に廃止し、その後は路線バス事業・貸切バス事業のみを行っている。
独立系の交通事業者である。同じ和歌山県内に有田交通（ありたこうつう）というバス事業者があるが関係はない。

## 歴史

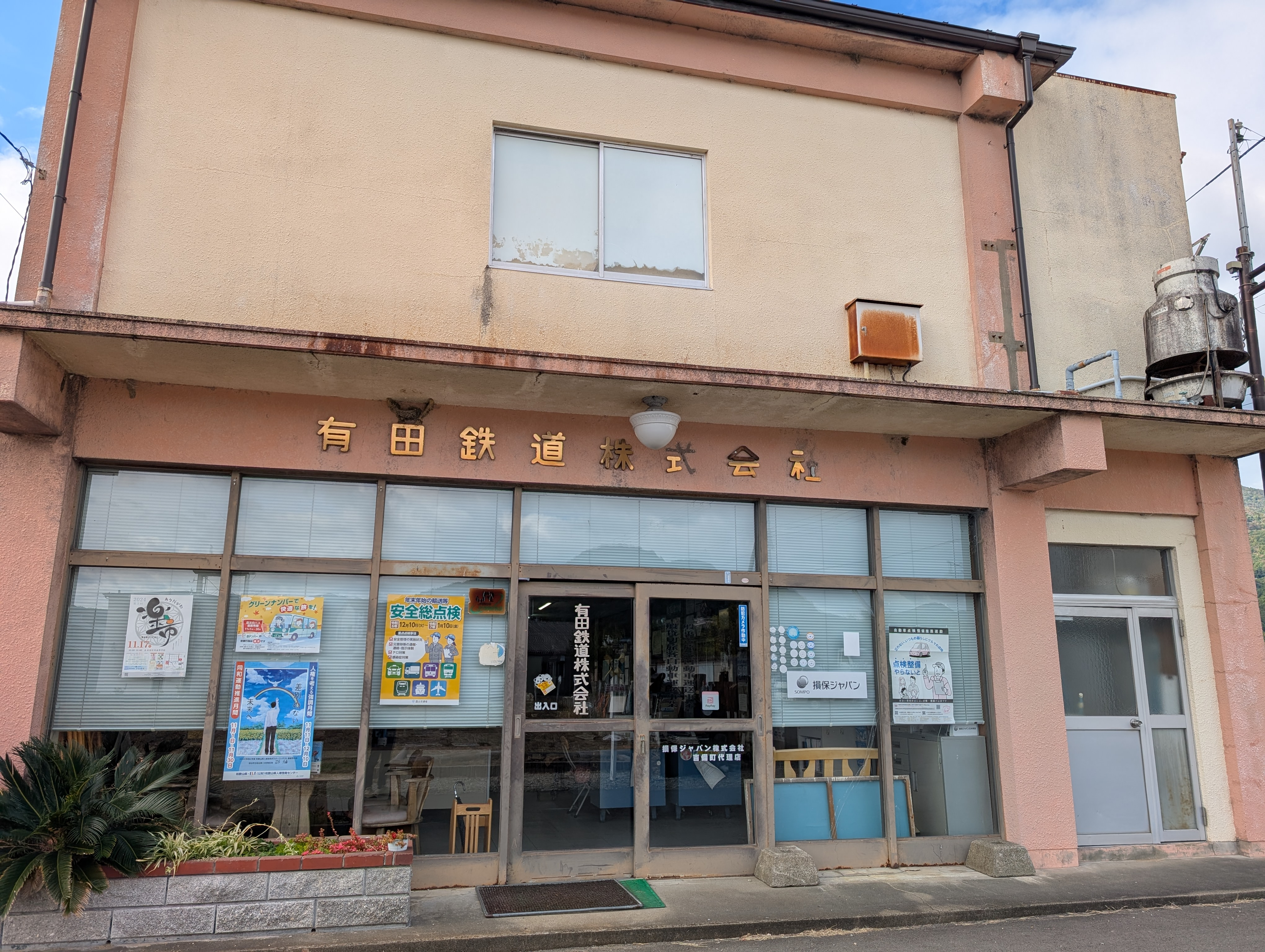
有田鉄道本社 (2024年11月)

- 1912年（明治45年）3月9日 : 有田軽便鉄道に対し鉄道免許状下付（有田郡の湯浅町と屋城村との間）[2]。
- 1913年（大正2年）2月17日 : 有田軽便鉄道株式会社設立。
- 1913年（大正2年）6月 : 有田鉄道株式会社に商号変更。
- 1915年（大正4年）5月28日 : 海岸駅 - 下津野駅間開業[3]。
- 1916年（大正5年）1月1日 : 旅客運輸営業休止（海岸 - 湯浅間）[4]。
- 1916年（大正5年）7月1日 : 下津野駅 - 金屋口駅間延伸開業[5]。
- 1940年（昭和15年）4月9日 : 旅客運輸営業廃止（海岸 - 湯浅間）[6]。
- 1944年（昭和19年）12月10日 : 海岸駅 - 藤並駅間休止。1959年（昭和34年）廃止。
- 1947年（昭和22年）5月 : 一般乗合旅客自動車運送事業運輸開始。
- 1953年（昭和28年）1月 : 一般貸切旅客自動車運送事業運輸開始。
- 1976年（昭和51年）8月 : 広告宣伝業開業。
- 1977年（昭和52年）12月 : 不動産賃貸業開業。
- 1983年（昭和58年）4月 : 農産業開業。
- 1992年（平成4年）4月 : 特定旅客自動車（スクールバス）運送事業開始。
- 1994年（平成6年）2月 : 国内旅行斡旋業開業。
- 2003年（平成15年）1月1日 : 鉄道路線全線廃止[1]。
- 2013年（平成25年）7月30日 : 新高速乗合バス事業に係る管理の受委託認可。

## 鉄道事業
当社の創業事業であったが、2003年1月1日に廃止し、以降は鉄道事業は行っていない。

## バス事業

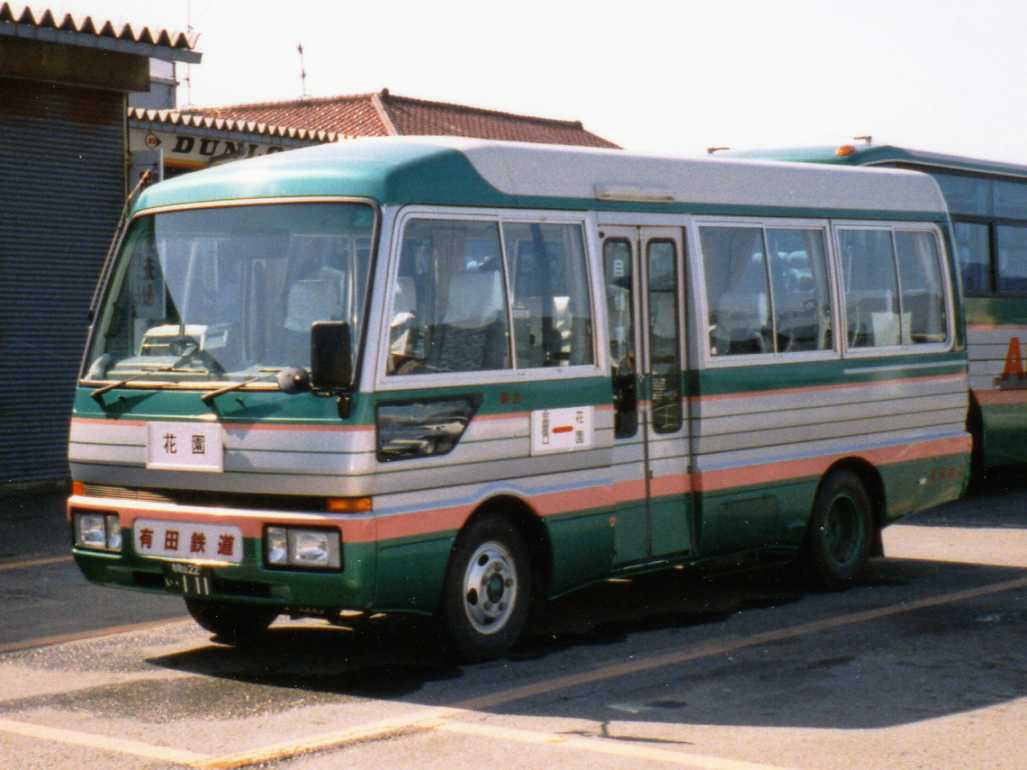
有田鉄道の路線バス 三菱ふそう・ローザ（1996年撮影）

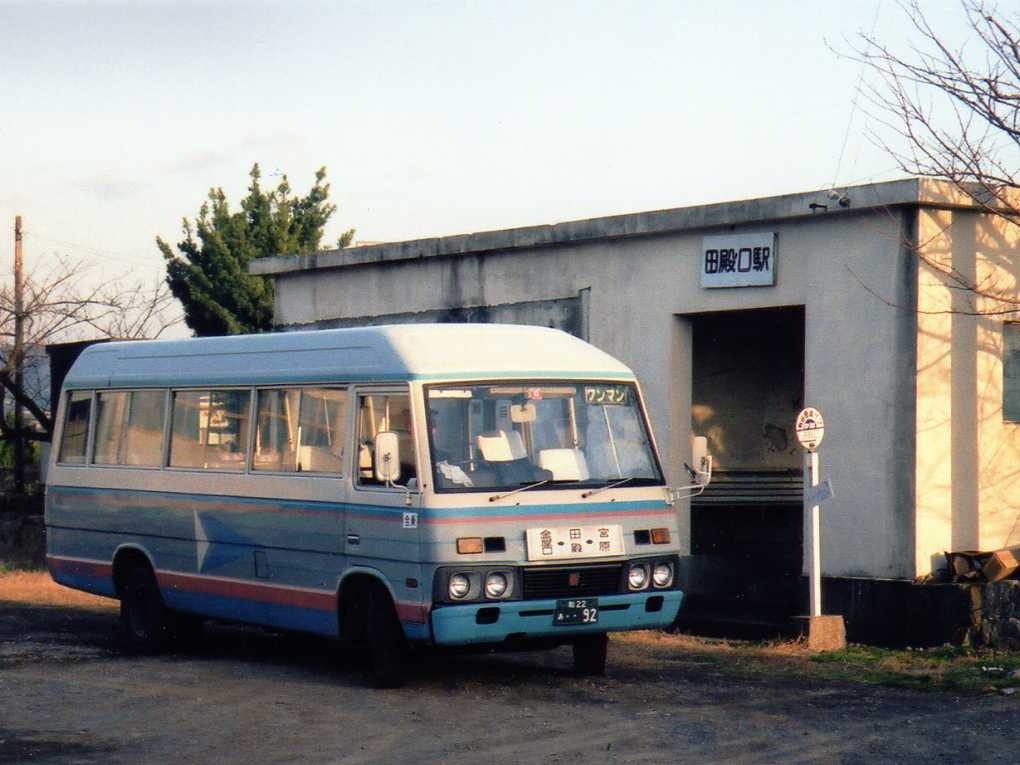
有田鉄道の路線バス いすゞ・ジャーニー（1996年撮影）

和歌山県内を拠点に、乗合バス事業、貸切バス事業を行っている。バス事業は「有田鉄道バス」と呼ばれることもある。現在の主力は貸切バス事業である。

### 営業所
本社営業所（路線バス・自治体受託バス）
和歌山県有田郡有田川町大字徳田178
花園営業所
和歌山県伊都郡かつらぎ町大字花園梁瀬633
和歌山営業所（貸切バス）
和歌山県和歌山市西浜1660-24

### 路線バス
路線バスの運行経路には狭隘路線が多く、需要も限られるなどの理由で、大半がマイクロバスによる運行である。交通系ICカードや磁気式バスカードは未導入である。このため運賃の支払いは現金のみだったが、2020年7月1日に委託路線を除く全線で、QRコード決済（PayPayのみ）を導入した。

#### 現行路線
花園線・藤並清水線・済生線
藤並駅の発着停留所について、花園線と藤並清水線は西口、済生線は東口発着であったが、2024年4月1日から全て東口発着に統一された。また吉備中学校前より藤並駅方面は、花園線及び藤並清水線は県道22号線の旧道、済生線は吉備金屋バイパスを経由するため、停留所も異なる。
花園ではかつらぎ町コミュニティバス新城・花園コースへ乗継が可能である。双方の停留所は、有田川を挟んで橋の南北で別々に設けられているが、徒歩数分で移動できる。
- 花園線／藤並駅東口 - 金屋口 - 二川 - 清水 - 花園
- 藤並清水線／藤並駅東口 - 金屋口 - 二川 - 清水
- 済生線／済生会有田病院 - 藤並駅東口 - 金屋口

美山線
有田川町及び日高川町旧美山村地域から和歌山市、海南市に直通する唯一の路線。海南駅前〜野田口間は阪和自動車道の海南ICから有田ICを経由する。以降終点までは県道22号の旧道、国道480号線、国道424号線を通る。平日のみ、2往復運行。
川原河では熊野御坊南海バス、日高川町コミュニティバス、田辺市住民バスとの乗継が可能。
- 和歌山市駅前 - 金屋口 - 川原河（美山）

#### 委託運行
和歌山市地域バスの委託運行
2013年4月1日に運行開始。2009年10月1日に廃止された和歌山バス紀三井寺団地線（和歌山市内線 28系統）の一部区間を踏襲した路線。
運賃の支払い方法は、現金のみである。

### 廃止路線
- 和歌山市駅 - 花園
- 金屋口 - 田殿口 - 宮原
- 湯川線：清水 - 上湯川（2018年4月1日廃止）
- 高野線：花園 - 高野山 - 一の橋（2018年4月1日廃止）
- 有田川町観光施設巡回バス（有田川町コミュニティバス受託）：JR藤並駅東口 - 地域交流センターALEC - どんどん広場 - 鉄道公園 - かなや明恵峡温泉 - 明恵ふるさと館 - 二川温泉 - あらぎの里 - 清水庵 - 清水温泉 - スポーツパーク（2018年4月1日廃止）

### 車両
路線用車は、2023年3月31日時点で12台のバス車両（うちノンステップバスは1台）を保有する。ヤマト運輸との貨客混載輸送を記念したラッピングバスも運行されている。過去には1975年頃に、6人乗りのトヨタ・クラウンセダンを路線バス車両（乗合タクシー）として使用していたことがあった。
大型スーパーハイデッカーも在籍する。過去にはネオプラン・スカイライナーも在籍していた。

### 受託運行
- 受託運行の形式でWILLER EXPRESSの一部の便の運行を担当している[14]。
- イオンモール和歌山とJR和歌山駅西口を結ぶ直行バス「イオン和歌山お買い物バス」を受託運行している。無料送迎バスだが、JR和歌山駅行きの乗車にはイオンモール店内のレシートを提示する必要がある。専用車両として大型車の三菱ふそう・エアロバスを導入した[15]。現在では日野・セレガに置き換えられている。

## 関連会社
- 有鉄観光タクシー株式会社（ありてつかんこうタクシー）
  - 1972年にタクシー事業を分社化した。本社は有田鉄道本社と同じ場所に所在する。